# Маніло Леонід Георгійович

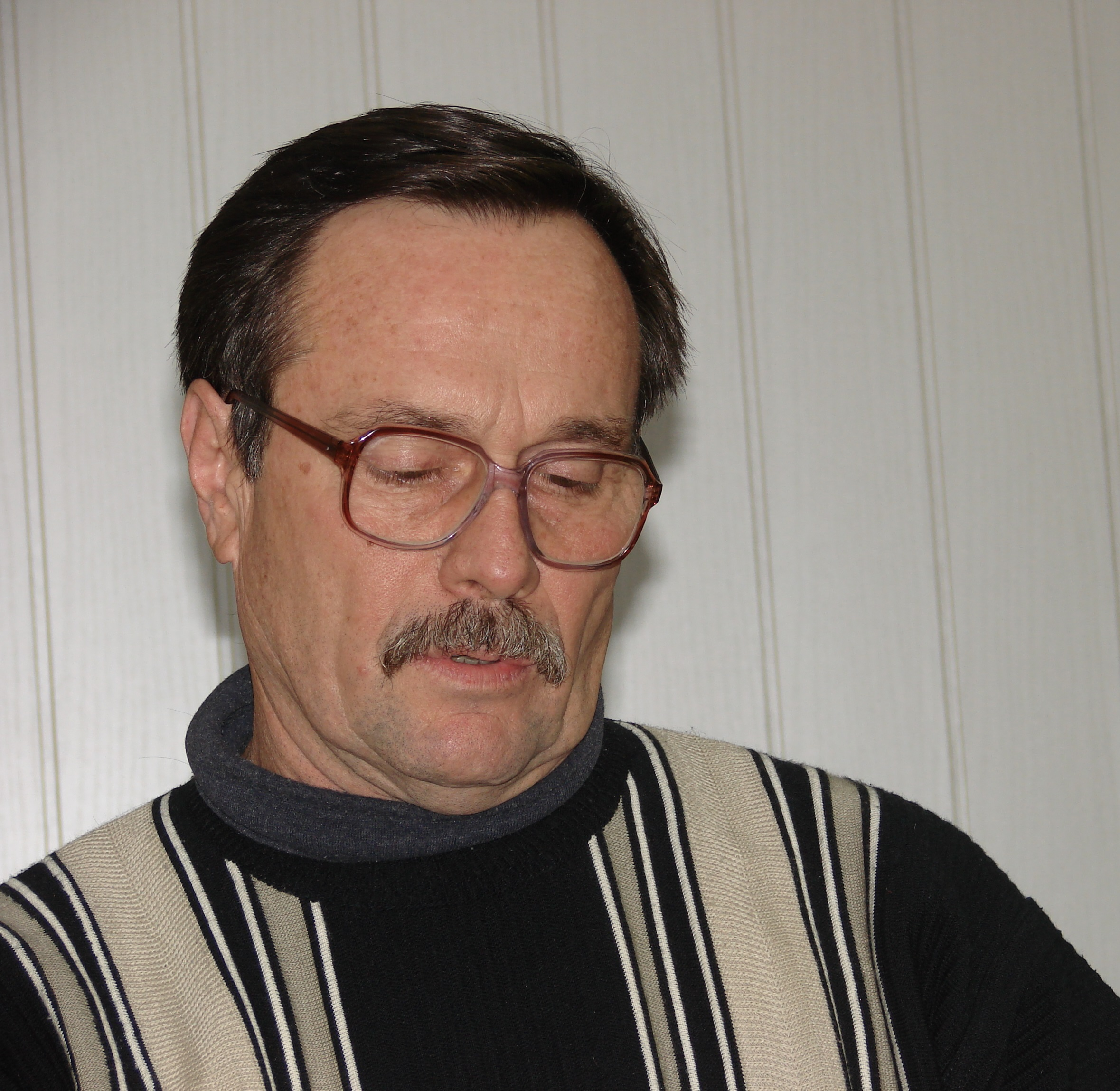
Маніло Леонід Георгійович

Обкладинка журналу «Збірник праць зоологічного музею», науковим редактором якого є Леонід Маніло.

Леонід Георгійович Маніло (1953—2024) — український зоолог, іхтіолог, науковий редактор журналу «Збірник праць зоологічного музею», автор двох каталогів колекцій риб та монографії про бичкових (Gobiidae) фауни України, кандидат біологічних наук, старший науковий співробітник Національного науково-природничого музею НАН України.

## Життєпис
У 1985 році закінчив Кубанський державний університет. З 1986 року в Інституті зоології АН УРСР. З 1996 року — у відокремленому від Інституту зоології Зоологічному музеї Національного науково-природничого музею НАН України.
В 2001 р. захищена кандидатська дисертація на тему «Шельфо-неритическая ихтиофауна Аравийского моря (состав, биоразнообразие, зоогеография, рыболовство) в Інституті океанології Російської Академії Наук (РАН). Провідною установою в захисті був Інститут південних морів ім. О.О. Ковалевського (ІнБПМ) НАНУ. В 2002 р. цей захист був підтверджений Вченою Радою Інституту гідробіології НАН України.
Учасник 9-ї антарктичної експедиції на Українській Антарктичній станції «Академік Вернадський» (2005)

## Ключові наукові праці
- Манило, Л. Г. 1997. Рыбы океанов / Зоомузей ННПМ НАН Украины. Киев, 1-138. (Каталог коллекций Зоологического музея ННПМ НАН Украины).
- Мовчан Ю. В., Л. Г. Манило, А. И. Смирнов, А. Я. Щербуха. 2003. Круглоротые и рыбы / Зоомузей ННПМ НАНУ. Киев, 1-241. (Каталог коллекций Зоологического музея ННПМ НАН Украины).
- Манило, Л. Г. 2014. Рыбы семейства бычковые (Perciformes, Gobiidae) морских и солоноватых вод Украины. Киев, Наукова думка, 1-244.[3]